# Тигровая акула (Marvel Comics)
Тигровая акула (англ. Tiger Shark), настоящее имя Тодд Арлисс — суперзлодей американских комиксов Marvel Comics, наиболее известный как враг Нэмора.
В прошлом Арлисс был пловцом олимпийского уровня, который получил паралич во время спасения утопающего человека, из-за чего его профессиональной карьере пришёл конец. С помощью смеси ДНК Нэмора и тигровой акулы Арлисс излечился от своего недуга, однако эксперимент привёл к мутации, в результате чего Тодд превратился в похожее на акулу существо и встал на путь преступности.
С момента своего первого появления в комиксах Тигровая акула появился в других медиа продуктах, включая мультсериалы и видеоигры.

## История публикаций
Тигровая акула был создан сценаристом Роем Томасом и художником Джоном Бьюсемой и дебютировал во время Золотого века комиксов в комиксе Prince Namor, the Sub-Mariner #5 (Сентябрь 1968).

## Силы и способности
До обретения способностей Тодд Арлисс был олимпийским рекордсменом по плаванию. Став подопытным генно-инженерного эксперимента доктора Доркаса он превратился в амфибию с чертами человека, атланта и тигровой акулы. Став Тигровой акулой, он обрёл сопоставимую с Нэмором сверхчеловеческую силу, выносливость, скорость и прочность, для поддержания которых он должен оставаться в воде. На суше Арлисс вынужден носить специальный костюм, содержащий систему циркуляции воды, которая омывает его тело тонким слоем воды. Также Тигровая акула обладает врождёнными охотничьими инстинктами благодаря акульими генами, поскольку он не остановит свою добычу до тех пор, пока не схватит её. Он в состоянии бесконечно долго выживать под водой благодаря жабрам на щеках и острым как бритва адамантиевым зубам. Тигровая акула может переключаться между более чудовищной акульей формой и гуманоидным состояниями. Его физические характеристики значительно возрастают благодаря мышечной массе, а исцеляющий фактор позволяет ему восстанавливать повреждённую мозговую ткань. Во время событий Fear Itself Арлисс на время превратился в двуглавое чудовище.

## Альтернативные версии

### Ultimate Marvel
Во вселенной Ultimate Marvel появляется более звероподобная версия Тигровой акулы. Во время событий Ultimatum противостоит Существу, Невидимой леди и доктором Артуром Молкевичем.

## Вне комиксов

### Телевидение
- В эпизоде «Командное решение» мультсериала «Мстители. Всегда вместе» (1999) Тигровая акула, озвученный Карлосом Диасом[11], состоял в рядах Повелителей Зла.
- Тигровая акула появился в аниме «Мстители: Дисковые войны» (2014), где его озвучил Тарусукэ Сингаки[11].
- Мэттью Мерсер озвучил Тигровую акулу в мультсериале «Мстители, общий сбор!» (2013)[11].

### Видеоигры
Тигровая акула — один из боссов игры Marvel: Ultimate Alliance (2006), где его озвучил Бо Уивер.

## Критика
Тигровая акула занял 2-е место среди «10 величайших врагов Нэмора» по версии Comic Book Resources. Screen Rant включил Тигровую акулу в списки «10 самых могущественных врагов Нэмора в комиксах Marvel» и «10 лучших врагов Нэмора, по версии Ranker». Также Screen Rant поместил Тигровую акулу на 5-е место среди «10 самых сильных водяных персонажей Marvel».